# Oppo
Oppo (zapis stylizowany: oppo; chiń. OPPO广东移动通信有限公司, Guangdong Oppo Mobile Telecommunications Corp., Ltd.) – chińskie przedsiębiorstwo działające w branży elektroniki użytkowej i komunikacji mobilnej z siedzibą w Dongguan (prowincja Guangdong), z siedzibami regionalnymi w Tokio, Kuala Lumpur, Gurgaon, Warszawie, Düsseldorfie i Meksyku.
W I kwartale 2021 r. Oppo zajęło w globalnym ujęciu 4. miejsce i 2. miejsce w Chinach pod względem liczby smartfonów dostarczonych na rynek. Według stanu na marzec 2021 r. liczba aktywnych użytkowników stworzonego przez przedsiębiorstwo systemu operacyjnego ColorOS wynosi 430 milionów (miesięcznie).
Oppo jest znane z pionierskich technologii, takich jak rozwijany smartfon Oppo X 2021, szybkie ładowanie 125 W Super VOOC, rozsuwany smartfon Oppo Find X i aparat z bocznym zoomem optycznym.
Przedsiębiorstwo działa w ponad 40 krajach i regionach. Posiada 10 inteligentnych centrów produkcyjnych, 6 instytutów badawczych i 5 centrów badawczo-rozwojowych na całym świecie, a także Międzynarodowe Centrum Projektowania w Londynie. przedsiębiorstwo w sumie zatrudnia ponad 40 000 pracowników.

## Historia
Nazwa marki „Oppo” została zarejestrowana w Chinach w 2001 roku i wprowadzona na rynek w 2004 roku. Od tego czasu Oppo rozszerzyło swoją działalność na ponad 40 krajów i regionów.

### MP3/ MP4
W 2001 roku Tony Chen zarejestrował Oppo jako międzynarodową markę.
W 2004 roku zostało oficjalnie założone Oppo China. Oppo Digital założone w Menlo Park, w Dolinie Krzemowej zostało odpowiedzialne za kreowanie i wdrażanie na rynek pierwszych produktów elektronicznych.
W 2005 roku Oppo zaprezentowało pierwszy odtwarzacz MP3.
W 2006 roku Oppo zaprezentowało pierwszy odtwarzacz MP4.

### Pierwsze telefony komórkowe
W 2008 roku Oppo wkroczyło na rynek telefonii mobilnej, wprowadzając na rynek pierwszy model – A103, znany jako „smile phone”. W tym samym roku Oppo stworzyło submarkę Oppo Real.
W 2009 roku Oppo wystartowało z Oppo Ulike, swoją drugą submarką i jej pierwszym produktem – A520, także pierwszym w historii przedsiębiorstwa modelem z klapką. Oppo rozpoczęło rozbudowywanie swojej obecności zagranicznej zaczynając od Tajlandii.

### Smartfony
W 2011 roku Oppo wprowadziło swój pierwszy smartfon – Oppo X903 i stworzyło submarkę Find. Rozpoczęło również działalność w obszarze mobilnego Internetu, wprowadzając na rynek produkty NearMe. W 2012 roku Oppo uruchomiło najcieńszy wówczas na świecie smartfon – Finder. Ponadto, bazując na potrzebach konsumentów związanych z selfie, Oppo zaprezentowało Ulike 2.
W 2013 roku Oppo wkroczyło na rynek indonezyjski. Przedsiębiorstwo zaprezentowało model Oppo N1 i autorski system ColorOS oparty na Android 4.2.
W 2014 roku Oppo wkroczyło na nowe rynki, między innymi Indie, Pakistan, Filipiny i Singapur. Także wtedy Oppo zaprezentowało własny system szybkiego ładowania – VOOC, oraz smartfon Find 7. Następnie podczas MWC 2016 Oppo zaktualizowało technologię ładowania do SuperVOOC. Wprowadzony do sprzedaży Oppo R9 stał się najpopularniejszym telefonem w Chinach. W czerwcu 2016 roku Oppo zdobyło pozycję największego producenta smartfonów w Chinach, sprzedając swoje telefony w ponad 200 000 punktach sprzedaży detalicznej.
W 2017 roku Oppo weszło na rynek rosyjski. W Chinach zostały wprowadzone smartfony Oppo R11 i R11s Plus, które jako pierwsze w ofercie marki wyposażone zostały w pełnowymiarowe przednie wyświetlacze. Pierwszy globalny sklep Oppo został otwarty w Szanghaju.
W 2018 roku Oppo weszło na rynki m.in. w Hiszpanii, Francji, Holandii, Japonii i we Włoszech. Przedsiębiorstwo otworzyło Instytut Badawczy Oppo i Centrum Badawczo-Rozwojowe Oppo w Hyderabadzie w Indiach.
W maju 2018 roku Oppo zademonstrowało pierwszą na świecie rozmowę wideo 5G z wykorzystaniem technologii światła strukturalnego, która umożliwia wyświetlanie obrazów 3D.
W czerwcu 2018 roku Oppo przedstawiło w paryskim Luwrze swój najnowszy model smartfona – Find X i po raz pierwszy wyposażyło telefon w ładowanie Super VOOC.
W październiku 2018 r. Oppo przeprowadziło pierwszą na świecie wieloosobową rozmowę wideo 5G na platformie WeChat.
W listopadzie 2018 Oppo zorganizowało wystawę technologii w Shenzhen.
W grudniu 2018 roku przedsiębiorstwo zainaugurowało coroczną konferencję Oppo Developer Conference (ODC) w Pekinie, przedstawiło asystenta AI Breeno i plan wsparcia dla deweloperów, zwany „Gravity Plan”, którego celem jest pielęgnowanie ekosystemu usług dla istniejących użytkowników smartfonów Oppo.

### Inteligentne urządzenia i usługi
W 2019 roku Oppo weszło na rynki w Szwajcarii i Wielkiej Brytanii oraz utworzyło Międzynarodowe Centrum Designu w Londynie (International Design Center in London). W tym samym roku marka weszła m.in. do Polski, Turcji i Ukrainy.
W lutym 2019 r. Oppo zorganizowało swoje pierwsze globalne wydarzenie – Innovation Event w Barcelonie w Hiszpanii, podczas którego zaprezentowało swój pierwszy smartfon 5G oraz ogłosiło partnerstwo w obszarze 5G z takimi operatorami jak Swisscom, Singtel, Telstra i Optus.
W kwietniu 2019 roku Oppo wprowadziło na rynek submarkę „Reno” z modelami Reno i Reno 10x Zoom.
W maju 2019 r. model Oppo Reno 5G stał się pierwszym komercyjnie dostępnym smartfonem kompatybilnym z 5G w Europie.
W listopadzie 2019 roku Oppo zorganizowało Oppo INNO DAY 2019 w Shenzhen, a Tony Chen, założyciel i dyrektor generalny Oppo oficjalnie zaanonsował trzy kluczowe strategie dla ery Inteligentnej Łączności. Zaprezentowano wówczas inteligentne zegarki, słuchawki, router 5G CPE, okulary AR oraz inne inteligentne urządzenia.
W grudniu 2019 roku na chiński rynek wprowadzono modele Oppo Reno3 i Reno3 Pro wyposażone w zestaw czterech aparatów i obsługę sieci 5G.
W 2020 roku Oppo weszło m.in. na rynki w Niemczech, Irlandii, Rumunii, Portugalii, Belgii, RPA i Meksyku. Także wówczas marka po raz pierwszy pojawiła się w Ameryce Łacińskiej.
W marcu 2020 roku Oppo wprowadziło na rynek urządzenie z serii Find – model X2 i pierwszy inteligentny zegarek Oppo Watch.
W maju 2020 roku Oppo ogłosiło utworzenie centrali regionu Europy Zachodniej w Düsseldorfie w Niemczech.
W marcu 2021 roku Oppo zaprezentowało zupełnie nową serię Find X3. Nowy model Find X3 Pro został wyposażony w najnowocześniejszy aparat fotograficzny z czterema obiektywami i ekran potrafiący wyświetlać miliard kolorów.
W kwietniu 2021 roku Oppo weszło na rynki w Chile i Kolumbii. Wspólnie z Vodafonem, Qualcommem i Ericssonem uruchomiło w Niemczech pierwszą w Europie autonomiczną (SA) sieć 5G.
W I kwartale 2021, Oppo zajęło 4. miejsce w globalnym rankingu producentów, oraz 2. miejsce w rankingu chińskim pod względem liczby smartfonów dostarczonych na rynek.

## Marka

### Misja, wartość i wizja marki
Misja marki: Technology for Mankind. Kindness for the World
Wartości marki: Benfen | Troszcząca się o użytkownika | Dążąca do perfekcji | Zorientowana na cel.
Wizja marki: Oppo dąży do tego, aby być przedsiębiorstwem działającym zgodnie z zasadami zrównoważonego rozwoju, która przyczynia się do tworzenia lepszego świata.

### Kamień milowy
Przedsiębiorstwo Oppo powstało oficjalnie w 2004 r.
W 2011 roku Leonardo DiCaprio promował swoim nazwiskiem smartfon Oppo Find.
W czerwcu 2015 r. przedsiębiorstwo podpisało umowę z hiszpańskim klubem piłkarskim FC Barcelona stając się jego sponsorem.
W 2017 roku Oppo zostało sponsorem indyjskiej reprezentacji krykieta, dzięki czemu na strojach drużyny od 2017 do 2019 roku widniało logo przedsiębiorstwa.
W 2019 roku Oppo zostało partnerem French Open, turnieju tenisowego odbywającego się na kortach Rolanda-Garrosa w Paryżu. W tym samym roku przedsiębiorstwo zostało również sponsorem Wimbledonu. Przez okres 5 lat jej smartfony będą oficjalnymi urządzeniami turnieju.
Począwszy od Mistrzostw Świata w 2019, Oppo jest wyłącznym globalnym partnerem turniejów League of Legends. Do 2024 roku Oppo będzie prowadziło całoroczne kampanie skupione wokół trzech globalnych turniejów: Mid-Season Invitational, All-Star Event i World Championship.
Od 2019 roku Oppo organizuje program Renovators przeznaczony dla młodych artystów i miłośników sztuki z najlepszych uczelni artystycznych i uniwersytetów na całym świecie, by wspierać gromadzenie dzieł sztuki, a w efekcie stworzyć platformę wymiany informacji i łączenia zasobów związanych ze sztuką i designem na całym świecie.
W 2020 roku Oppo ogłosiło Eddiego Redmayne’a globalnym ambasadorem marki podczas wydarzenia związanego z premierą smartfona Find X2. Oppo ogłosiło też, że zostało oficjalnym partnerem Maratonu Bostońskiego. Przez następne 4 lata Oppo będzie ściśle współpracować z organizatorami Maratonu Bostońskiego w obszarach związanych zarówno z samą marką, jak i produktami: smartfonami, inteligentnymi zegarkami i innych rozwiązaniami.
W 2021 roku, Oppo ogłosiło inicjatywę Endangered Colour realizowaną we współpracy z National Geographic, aby wspierać ochronę zagrożonych gatunków zwierząt. Oppo zaprosiło fotografa Joela Sartore, który spędził lata na portretowaniu zwierząt, aby za pomocą Find X3 Pro, uchwycił zagrożone barwne gatunki i zachował je na przyszłość.

### Nagroda dla marki
Oppo zajęło 6. miejsce w rankingu Top 50 Kantar BrandZ™ Chinese Global Brand Builders 2021 opublikowanym wspólnie przez Google i KANTAR, i zostało wybrane jako wybitna pochodząca z Chin a rozwijająca się globalnie marka. Na rynkach rozwiniętych siła marki Oppo nadal rośnie w tempie wynoszącym ponad 30% rocznie od 2018 roku; na rynkach wschodzących Oppo dzięki wyjątkowej sile swojej marki zajęło 2 miejsce.

## Produkty

### Smartfony

#### Seria Find X
Seria Find X reprezentuje sztandarową linię produktów Oppo. Find X odzwierciedla ducha eksploracji Oppo, łącząc wyrafinowaną estetykę i najnowocześniejszą technologię, oraz by dostarczyć swoim użytkownikom niesamowite doświadczenia związane z 5G.
Seria Reno
Serię Reno wprowadzono na rynek w kwietniu 2019 roku. Seria odzwierciedlająca ducha kreatywności, ma zachęcić użytkowników do uwolnienia swojej pomysłowości i tworzenia treści za pomocą smartfonów.
Seria A
Seria A ma za zadanie dostarczać bardziej przyjazne i niezawodne produkty 5G w dobie rosnącej popularności 5G, aby użytkownicy na całym świecie mogli łatwiej doświadczyć dobrodziejstw nowej technologii.
Inne smartfony
Oppo w trakcie swej działalności wprowadziło też inne popularne urządzenia i linie produktowe, w tym model Oppo N1 czy serię Oppo R, reprezentowaną przez modele R9, R11s i R11s Plus.

### Inteligentne urządzenia

#### Telewizory Oppo
W październiku 2020 roku Oppo wprowadziło swoje pierwsze telewizory: Oppo TV S1 i Oppo TV R1.
W maju 2021 na rynku chińskim pojawił się także inteligentny telewizor Oppo Smart TV K9, który dostępny jest w trzech rozmiarach – 65, 55 i 43 cale.

#### Urządzenia ubieralne
6 marca 2020 roku Oppo wprowadziło swój pierwszy inteligentny zegarek – Oppo Watch na rynek chiński.
Przedsiębiorstwo ma w swoim portfolio linię inteligentnych opasek, funkcjonujących pod nazwą Oppo Band.

#### Urządzenia audio
W 2014 roku Oppo wypuściło na rynek szereg high-endowych słuchawek i wzmacniaczy słuchawkowych. Sztandarowe słuchawki PM-1 i PM-2 wraz ze wzmacniaczem HA-1 zostały szeroko docenione w branży.
Wzmacniacz HA-2 wprowadzony na rynek w 2015 r. był przenośną wersją wzmacniacza/DAC-a HA-1, wyposażoną w opcję zasilania bateryjnego i skórzaną obudowę z przeszyciami.
Słuchawki bezprzewodowe Oppo Enco Air stereo (TWS) wprowadzono do sprzedaży w Chinach w 2021 roku. Wcześniej przedsiębiorstwo oferowała już takie modele bezprzewodowych słuchawek jak Oppo Enco X, Enco W51, Enco W11, Enco W31 czy Enco Free.

#### Pozostałe akcesoria
Oppo 5G CPE Omni jest wysokowydajnym routerem 5G CPE. Po włożeniu karty SIM 5G, urządzenie jest w stanie przekształcić sygnał 5G w Wi-Fi, zapewniając stabilną, szybką sieć dla urządzeń mobilnych. Obsługuje również protokoły BLE i ZigBee, dzięki czemu umożliwia sterowanie i obsługę szerokiego wachlarza urządzeń.
Power bank Oppo VOOC Flash Charge jest kompatybilny ze wszystkimi smartfonami, które wykorzystują technologię VOOC flash charge, a jego maksymalna moc wyjściowa wynosi do 20W. Wystarczy 20 minut, aby naładować smartfona Reno do 30%.

### ColorOS
ColorOS to, oparty na Androidzie, w pełni personalizowany, wydajny, inteligentny i starannie zaprojektowany mobilny system operacyjny od Oppo. ColorOS obsługuje wiele języków – w sumie ponad 80 – w tym angielski, hindi, marathi, bengalski, tajski, indonezyjski i wiele innych. Z ColorOS korzysta ponad 430 milionów użytkowników na całym świecie.

## Badania i rozwój

### Strategia rozwoju technologii 3+N+X
Podczas Oppo INNO DAY 2020, Oppo wprowadziło strategię rozwoju technologii „3+N+X”. Cyfra „3” odnosi się do trzech podstawowych technologii, a mianowicie sprzętu, oprogramowania i usług. „N” reprezentuje szereg kluczowych kompetencji Oppo, w tym związanych ze sztuczną inteligencją, bezpieczeństwem, prywatnością, multimediami i łącznością. „X” odnosi się do wiodących i zróżnicowanych technologii i zasobów strategicznych. Oppo ma nadzieję współtworzyć „przyjazny świat” poprzez swoją innowacyjność i wartości przewodnie marki.

### Instytut Badawczy Oppo
Instytut Badawczy Oppo (Oppo Research Institute) założony w marcu 2018 roku, najlepiej obrazuje wkład, jaki Oppo wnosi w badania akademickie wyznaczając ścieżkę dla pionierskich technologii.
W swoich 6 instytutach badawczych zlokalizowanych na całym świecie, Oppo pracuje nad rozwojem i zastosowaniem technologii 5G, SI, obrazowania, nowych materiałów i ich obróbki oraz innych rozwiązań w inteligentnych urządzeniach. Pięć centrów badawczo-rozwojowych, zlokalizowanych w Shenzhen, Dongguan, Chengdu, Xi’an i Hyderabad w Indiach napędzają rozwój wysoce konkurencyjnych inteligentnych urządzeń, oprogramowania i usług internetowych z wykorzystaniem pionierskich technologii, takich jak SI, usługi w chmurze czy big data.

### Innowacje

#### 5G
Oppo jest aktywnym graczem na polu 5G i ma swój wkład w formułowanie standardów, rozwój produktów, aplikacji i innowacji w obszarze 5G. Przedsiębiorstwo było jedynym producentem, który przyczynił się do ujednolicenia standardu 3GPP w 2015 roku. Do końca grudnia 2020 roku Oppo złożyło ponad 3700 wniosków dotyczących globalnych rodzin patentów, zadeklarowało w ETSI ponad 1500 rodzin patentów związanych z 5G i złożyło ponad 3000 propozycji związanych ze standardem 5G do 3GPP. Według raportu wydanego przez wiodący niemiecki instytut badawczy – IPlytics, Oppo znajduje się w pierwszej dziesiątce przedsiębiorstw pod względem liczby złożonych dokumentów patentowych dotyczących 5G w 2021 roku.
Oppo współpracuje z wiodącymi partnerami na świecie i nawiązało pierwsze połączenie oparte na transmisji danych w technologii DSS. Wspólnie z partnerami współpracowała nad pierwszymi w Europie komercyjnymi próbnymi wdrożeniami lokalnych sieci 5G SA oraz pierwszymi w Europie próbami plasterkowania sieci 5G SA (ang. „network slicing”) w celu przyspieszenia komercjalizacji 5G na całym świecie. W kwietniu 2021 roku Oppo, Vodafone, Qualcomm i Ericsson udostępniły pierwszą w Europie autonomiczną sieć 5G (SA).

#### Technologia obrazowania
Dążąc do udoskonalenia technologii obrazowania w telefonach komórkowych, Oppo wprowadziło wiodące w branży innowacyjne funkcje, takie jak tryb selfie beauty, peryskopowy zoom optyczny, Ultrastabilizację Video, FDF Portrait Video System czy Full-path Color Management System (kompleksowy system rejestrowania, przetwarzania i wyświetlania obrazu).
Ultra Night Mode 3.0: Wraz z premierą modelu R17/R17 Pro, Oppo zaprezentowało swój tryb Ultra Night Mode. Jedno naciśnięcie spustu migawki tworzy ostre, jasne i wspaniale kolorowe zdjęcie nocne. Obecnie, w swojej trzeciej wersji, tryb Ultra Night Mode 3.0 działa w całej długości ogniskowej i obsługuje nawet 60-krotne powiększenie. Płynne przybliżanie jest również możliwe podczas zdjęć nocnych. Ponadto tryb Ultra Night Mode 3.0 zawiera funkcję wieloklatkowej redukcji szumów i technologię HDR, a wykorzystujące złożone algorytmy np. eliminacji szumów, zapobiegania drganiom, redukcji jasności i zwiększania zakresu dynamiki, co pozwala uzyskać niezwykle wyraźne zdjęcia nocne, które mogą konkurować z konwencjonalnymi aparatami.
10-krotny zoom hybrydowy: Oppo wypuściło pierwszą na świecie technologię 5-krotnego bezstratnego zoomu dla telefonów komórkowych już w 2017 roku, a w 2019 roku w modelu Reno 10X Zoom pojawiła się technologia 10-krotnego zoomu hybrydowego. W 2020 roku technologia hybrydowego zoomu 10X doczekała się kolejnej aktualizacji w modelu Find X2 Pro. Aparat wyposażony został w zestaw trzech obiektywów łącznie obsługujących ultraszerokokątne ogniskowe od 16 do 160 mm. Wszystko dzięki wykorzystaniu technologii 10-krotnego hybrydowego zoomu, a także obiektywom – szerokokątnemu obiektywowi o rozdzielczości 48 MP, ultraszerokokątnemu obiektywowi o rozdzielczości 48 MP oraz peryskopowemu teleobiektywowi o rozdzielczości 13 MP. Dzięki temu urządzenie oferuje więcej opcji kompozycji i daje wyraźniejszy, stabilniejszy obraz, niezależnie od odległości, z płynniejszą kontrolą i doskonałym efektem zoomu.
Ultra Steady Video 3.0: Opracowana przez Oppo technologia Ultra Steady Video doczekała się już trzeciej generacji. W 2019 roku, Oppo Reno 10X Zoom był pierwszym smartfonem, w którym zastosowano Hybrydową Stabilizację Obrazu (HIS), a tego samego roku wprowadzono model Reno2, który otrzymał technologię Ultra Steady Video. Najnowsza generacja tej technologii, czyli Ultra Steady Video 3.0, nie tylko obsługuje główny obiektyw i obiektywy ultraszerokokątne, ale także zapewnia stabilizację obrazu dla przedniego aparatu, pozwalając użytkownikom na robienie płynnych i stabilnych zdjęć w dowolnym miejscu i czasie. Co więcej, najnowsze algorytmy Ultra Steady Video 3.0 obsługują filmy hyperlapse, umożliwiając użytkownikom tworzenie profesjonalnego materiału filmowego, tak jak z użyciem gimbala.
AI Highlight Video: Przedsiębiorstwo Oppo zaczęło stosować rozwiązanie AI Highlight Video w modelu Reno5. AI Highlight Video to pierwsza technologia optymalizacji wideo, która wykorzystuje adaptacyjne algorytmy, w tym algorytm Oppo Ultra Night Video oraz algorytm Live HDR na podstawie warunków oświetlenia otoczenia. AI Highlight Video potrafi wykryć warunki oświetleniowe i automatycznie dostosować jasność, kolor i przejrzystość, aby zapewnić wyraźny, naturalny efekt na nagraniu.
Full-Path Color Management System: W 2020 r. przedsiębiorstwo Oppo zastosowało po raz pierwszy system zarządzania kolorami Full-Path Color Management System dla platformy Android zapewniając szerokie spektrum i wysoką głębię kolorów. Full-Path Color Management System przedsiębiorstwa Oppo obsługuje 10-bitowe formaty i kompleksowe przechwytywanie obrazu, włączając w to zbieranie, obliczanie, kodowanie, przechowywanie, dekodowanie i wyświetlanie, zapewniające najwyższą jakość.
Technologia szybkiego ładowania VOOC
VOOC to technologia szybkiego ładowania opracowana przez Oppo Electronics, komercyjnie wprowadzona w 2014 roku. Do grudnia 2020 roku z technologii VOOC skorzystało ponad 175 milionów użytkowników na całym świecie. Technologia szybkiego ładowania może poprawić wydajność ładowania i skrócić jego czas. Dzięki przemyślanej konstrukcji urządzenie unika również problemu przegrzewania, z którym borykają się rozwiązania szybkiego ładowania z wysokim napięciem. W 2020 roku przedsiębiorstwo Oppo zaprezentowało swoją najnowocześniejszą technologię SuperVOOC o mocy 125 W, która ustanowiła nowy rekord prędkości ładowania telefonów komórkowych. Oppo przedstawiło także technologię bezprzewodowego ładowania 65 W AirVOOC Wireless Flash Charging, która jest szybsza niż większość przewodowych technologii szybkiego ładowania na rynku.
Nowa forma
W 2018 w smartfonie Oppo Find X, z ekranem zajmującym cały front urządzenia, zastosowano pionierską konstrukcję umożliwiającą wysuwanie aparatu z wnętrza obudowy. Jest to pierwszy panoramiczny telefon pozbawiony widocznych otworów na ekranie, przy tym charakteryzujący się zunifikowaną konstrukcją. Ukryte kamery 3D zawierają szereg innowacyjnych technologii.
W 2019 roku Oppo zademonstrowało technologię pozwalającą ukryć aparat przedni pod ekranem (Under-Screen Camera, USC). Dzięki niej przyszłe modele Oppo zaoferują prawdziwe pełnoekranowe doświadczenie. Prototyp prezentujący zakres działania nowej technologii pokazano podczas targów MWC Shanghai 2019. Przedsiębiorstwo Oppo ujawniło, że najnowsze rozwiązanie współpracuje z nowym modułem aparatu, który umieszczono pod półprzezroczystym materiałem przedniego panelu pozwalającym na robienie autoportretów. Przedsiębiorstwo zaprojektowało moduł kamery, który przechwytuje więcej światła za pomocą funkcji kontroli podziału na strefy w połączeniu z przezroczystym materiałem. Dzięki temu możliwe jest przepuszczenie światła przez ekran.
W 2020 r. przedsiębiorstwo zaprezentowała koncept rozwijanego smartfona Oppo X 2021. Zastosowano w nim trzy autorskie technologie Oppo, w tym napęd zmieniający geometrię ekranu, płytkę 2-w-1 i opracowany przez Oppo laminat pokrywający ekran, co zapewnia jego wysoką wytrzymałość. Efektem jest wyświetlacz OLED o przekątnej od 6,7 cala do 7,4 cala, który umożliwia użytkownikom dostosowanie ekranu do ich indywidualnych potrzeb.

### Własność intelektualna
Na dzień 31 marca 2021 roku Oppo złożyło ponad 61 tys. wniosków patentowych i posiada ponad 26 tys. przyznanych patentów na całym świecie. 54 tys. z nich to patenty użytkowe, stanowiące 89% wszystkich zgłoszeń patentowych Oppo. Według Światowej Organizacji Własności Intelektualnej (WIPO), Oppo należy do 10 największych przedsiębiorstw składających wnioski patentowe w 2020 roku.

## Rynek globalny
Od momentu rozpoczęcia międzynarodowej działalności w 2009 roku, przedsiębiorstwo Oppo rozwinęło swoją obecność na ponad 40 rynków na 6 kontynentach na całym świecie. Oppo posiada regionalne centrale w Tokio, Kuala Lumpur, Gurgaon, Warszawie, Düsseldorfie i Meksyku.
W I kwartale 2021 r. udział Oppo w rynku smartfonów daje przedsiębiorstwu czwarte miejsce na rynku globalnym i drugie w Chinach. W Europie Oppo zajęło 4 miejsce, a liczba dostaw smartfonów wzrosła o 153% r/r. W Indiach Oppo również uplasowało się na 4.pozycji, notując wzrost o 35% rok do roku. W większości krajów Azji Południowo-Wschodniej, smartfony Oppo znajdują się w pierwszej trójce najczęściej wybieranych smartfonów, w tym na pierwszym miejscu w Indonezji i Kambodży, na drugim w Wietnamie, a na trzecim na Filipinach i w Singapurze. Na Bliskim Wschodzie i w Afryce, Oppo zajęło 5 miejsce w rankingu marek smartfonów. W Ameryce Łacińskiej, Oppo osiągnęło szybki wzrost w Meksyku ze wzrostem rok do roku na poziomie 2236%, stając się jedną z najszybciej rozwijających się marek w tym kraju.

### Oppo w Polsce
Oppo jest obecne w Polsce od stycznia 2019 roku i systematycznie buduje swoją pozycję na rynku. Dzięki przemyślanej strategii marketingowej, po ledwie półtora roku od debiutu nad Wisłą, marka zdobyła rozpoznawalność już u co trzeciego Polaka.
W 2020 roku ambasadorem Oppo w Polsce został Marcin Prokop, znany dziennikarz i osobowość telewizyjna.
Produkty Oppo można zakupić u najbardziej renomowanych sprzedawców detalicznych (np. w MediaMarkt, EuroRTVAGD, MediaExpert). Smartfony Oppo w Polsce znajdują się także w ofercie wszystkich głównych operatorów telekomunikacyjnych (czyli w Orange, Play, Plus, T-Mobile).
Oppo zdobyło nagrodę „Marka Roku” plebiscycie Tech Awards 2020 (Przyznanym przez Onet/Komputer Świat).